# Тринідад Хіменес
Тринідад Хіменес Гарсія-Еррера (ісп. Trinidad Jiménez García-Herrera; нар. 4 червня 1962, Малага) — іспанський політик, член Іспанської соціалістичної робочої партії. З квітня 2009 по жовтень 2010 року займала посаду міністра охорони здоров'я і соціального розвитку в кабінеті Сапатеро. До цього Хіменес працювала на посаді державного секретаря у справах Іберо-Америки в міністерстві закордонних справ Іспанії. З 2010 по грудень 2011 року Тринідад Хіменес займала посаду міністра закордонних справі міжнародного співробітництва Іспанії.
Тринідад Хіменес — двоюрідна сестра міністра юстиції Іспанії Альберто Руїс-Гальярдона. Здобула юридичну освіту в Мадридському автономному університеті. У 1984 році вона вступила в Іспанську соціалістичну робочу партію. У 1990-1992 роках Хіменес працювала в Екваторіальній Гвінеї, зокрема, на юридичному факультеті Університету Бати. Відповідаючи за міжнародні зв'язки з Америкою в секретаріаті ІСРП, до 1997 року Хіменес також працювала радником Феліпе Гонсалеса. У 2001 році Хіменес була обрана віце-президентом Партії європейських соціалістів. У 2003 році Хіменес висунула свою кандидатуру на посаду мера Мадрида.